# François Bigo
Pour les articles homonymes, voir Bigo.
François Bigo, né le 5 avril 1912 à Lille, tué le 2 octobre 1944 près de Ronchamp en Haute-Saône, est un prêtre catholique et aumônier militaire des Forces françaises libres pendant la Seconde Guerre mondiale, Compagnon de la Libération. 
Il se distingue par sa volonté de participer aux combats pour y porter secours aux blessés sans distinction de religion ni de nationalité. Il est victime d'un crime de guerre dans l'exercice de ses fonctions d'aumônier, tué dans le dos alors qu'il assistait un mourant.
Il est l'un des douze compagnons de la Libération du 22e bataillon de marche nord-africain (22e BMNA).

## Biographie
Né en 1912 à Lille, François Bigo est le fils d'un industriel. Il effectue ses études au collège Saint-Joseph de Lille, tenu par les Jésuites,.
Il entre ensuite au séminaire, d'abord à Merville puis à Lille. Il est ordonné prêtre le 2 juillet 1939.
Au début de la Seconde Guerre mondiale, François Bigo est mobilisé au 1er régiment d'infanterie. Il est aumônier militaire pendant la campagne de Belgique. Il réconforte les combattants, secourt les blessés. Il est gravement blessé à Dunkerque en portant secours à un soldat blessé, il est alors évacué en Angleterre où il est opéré,.
Il choisit d'y répondre à l'appel du général de Gaulle, et s'engage le jour même dans les Forces françaises libres. Il est ainsi un des premiers aumôniers de la France libre, et sert d'abord comme capitaine aumônier de l'École des cadets de la France libre, à Malvern dans le Worcestershire,.
Il réclame de servir dans une unité combattante, déclarant : « si j'ai rejoint de Gaulle, c'est pour me battre ! » mais son état de santé est jugé trop fragile, et n'autorise sa nomination à la 1re division française libre qu'en 1943. Il rejoint la 1re DFL en Tripolitaine, est affecté en février 1944 au sein de la 2e brigade française libre (2e BFL) et participe à la Campagne d'Italie,.
Il s'illustre particulièrement à la bataille du Garigliano : les 12, 13 et 14 mai 1944, il porte sans cesse secours aux blessés, sans distinction de religion ni de nationalité. Il soigne aussi bien les chrétiens que les musulmans, et également les Allemands, même lorsqu'il lui tirent dessus. Épuisé, sur le point que son cœur soit au bord de lâcher, il doit se reposer 15 jours à l'hôpital, puis reprend part à la campagne, jour et nuit, pendant dix jours jusqu'à Radicofani.
L'abbé Bigo devient compagnon de la Libération, étant décoré le 30 juin 1944 à Calvano de la croix de la Libération, qui lui est remise par le général de Gaulle en personne, qui lui déclare : « Je suis fier de vous ! ».
Il prend part au débarquement de Provence et à la prise de Toulon, puis à la remontée du Rhône et à la libération du territoire jusqu'à Belfort. Lors de l'attaque de Ronchamp le 2 octobre 1944, François Bigo est volontaire pour rejoindre un tirailleur blessé à mort et le confesser, mais il est capturé par les Allemands ; malgré ses insignes, sa croix d'aumônier et son brassard, il est assassiné par eux le 2 octobre 1944 près de Ronchamp en Haute-Saône. Son corps est retrouvé criblé d'une rafale de mitraillette, dans le dos.
Selon un communiqué du ministère de l'Information paru dans Free France en novembre 1944, c'est un crime de guerre qui serait imputable à un second lieutenant allemand identifié, responsable d'autres meurtres.
Sa qualité de compagnon de la Libération est officialisée à titre posthume par le décret du 20 novembre 1944.
D'abord enterré au cimetière de Villersexel en Haute-Saône, son corps est rendu à sa famille le 1er octobre 1953, et inhumé au cimetière de Lambersart, dans le Nord, dans le carré militaire.

## Distinctions
- Compagnon de la Libération, décoré par Charles de Gaulle le 30 juin 1944, avec décret posthume du 20 novembre 1944.
- Croix de guerre 1939–1945, palme de bronze.